# Conspiracy (gruppo musicale)
I Conspiracy sono stati un gruppo musicale di rock progressivo fondato da Chris Squire (bassista degli Yes) e Billy Sherwood (anch'egli nella formazione degli Yes dal 1997 al 2001). Prima di scegliere il nome "Conspiracy", il gruppo si è chiamato The Chris Squire Experiment e Billy Sherwood & Chris Squire. Sherwood e Squire hanno pubblicato due album (Conspiracy, 2000 e The Unknown, 2003) e un DVD dal vivo.

## Storia
Alla fine degli anni ottanta, il cantante degli Yes Jon Anderson aveva abbandonato (per la seconda volta) la band per formare il supergruppo Anderson Bruford Wakeman Howe. Chris Squire contattò Billy Sherwood per proporgli di sostituire Anderson. Poiché anche Trevor Rabin (in quel periodo chitarrista solista degli Yes) era assente, ne nacque una formazione costituita da Squire, Sherwood, Alan White (batteria) e Tony Kaye (tastierista). Bruce Gowdy (che aveva lavorato con sherwood nel gruppo World Trade) collaborò col gruppo nelle prove. Al ritorno di Rabin, le incisioni finali furono fatte da Squire, White, Kaye, Rabin e Sherwood.
Sebbene Squire e Sherwood avessero formato un sodalizio compositivo molto forte, la reunion degli Yes di Squire con Anderson Bruford Wakeman Howe lasciò Sherwood fuori dalla successiva incarnazione del gruppo. Un solo brano di Squire/Sherwood, The More We Live - Let Go, fu pubblicato sull'album degli Yes Union (1991).
Nonostante l'estromissione di Sherwood dagli Yes, questi continuò a collaborare con Squire, e nel 1992 il duo diede vita a un breve tour negli Stati Uniti con il nome "The Chris Squire Experiment". Insieme ai due suonavano sul palco Alan White, Jimmy Haun alla chitarra (Haun aveva già suonato come turnista su Union) e Steve Porcaro alle tastiere. Nel concerto venivano proposti Open Your Eyes (poi pubblicata sull'album omonimo degli Yes), The Lonesome Trail, You're the Reason, One World Going Round, Days of Wonder, Follow Our Dreams e Long Distance Runaround (un classico degli Yes, dall'album Fragile). Il brano Say Goodbye, sempre di Squire/Sherwood, fu pubblicato sull'album Euphoria dei World Trade, e la demo di Love Conquers All (brano pubblicato su Conspiracy) fu inclusa nel box set degli Yes Yesyears.
Alla fine degli anni novanta, "The Chris Squire Experiment" fu sul punto di pubblicare un album, che avrebbe dovuto intitolarsi Chemistry. Tuttavia, nuovi mutamenti di formazione negli Yes videro Sherwood nuovamente coinvolto nel progetto, e insieme a lui gli Yes pubblicarono nel 1997 Open Your Eyes, su cui apparivano due brani di Squire/Sherwood (Open Your Eyes e Man in the Moon).
L'anno dopo, comunque, Squire e Sherwood ripresero il loro progetto comune e pubblicarono Conspiracy. L'album includeva diversi brani già apparsi sui lavori degli Yes, ovvero Open Your Eyes (col titolo Wish I Knew), The More We Live - Let Go, Man in the Moon e Love Conquers All. Un altro brano, Violet Purple Rose, era basato su un lavoro di Squire con Steve Stevens e Michael Bland. All'album collaborarono White, Haun, Jay Schellen (batterista dei World Trade) e Mark T Williams.
Il titolo dell'album divenne il nuovo nome del gruppo, e nel 2003 i Conspiracy pubblicarono The Unknown. A questo nuovo lavoro collaborarono Haun, Michael Sherwood (fratello maggiore di Billy) e Jordan Berliant (all'epoca manager degli Yes). Sull'album apparve I Could, versione rimaneggiata di Finally, dall'album degli Yes The Ladder (1999). Molti dei brani dell'album trattano degli eventi dell'11 settembre 2001. La grafica del CD fu curata da Bob Cesca, già collaboratore degli Yes.
Alla pubblicazione di The Unknown seguirono diversi progetti iniziati ma abbandonati: Sherwood per qualche tempo contemplò la formazione di un gruppo chiamato "The Unknown" insieme al fratello Michael, Haun, Schellen e Jonathan Elias, e Squire, i due Sherwood, Schellen e Scott Walton per qualche tempo provarono per un tour che non ebbe poi luogo. Di questo periodo resta comunque un'esibizione privata che fu filmata e pubblicata in DVD nel 2006. Nella performance furono inclusi brani dei Conspiracy, brani di Open Your Eyes e brani di Fish Out of Water, l'album solista di Squire del 1975.
La collaborazione fra Squire e Sherwood si interruppe quando Squire (che viveva sulla west coast americana, come Sherwood) decise di tornare nel Regno Unito. Da allora, Sherwood ha proseguito senza Squire; è in preparazione un nuovo album, che dovrebbe vedere la collaborazione di Gowdy, Schellen, Tony Kaye (ex pianista ed originale degli Yes), Peter Banks (ex chitarrista ed originale degli Yes) e Gary Green (ex chitarrista dei Gentle Giant). La band si scioglie nel 2020, quando Billy Sherwood dà vita al suo nuovo progetto musicale Arc of Life.

## Discografia
- 2000 - Conspiracy
- 2003 - The Unknown

## Formazione

### Ultima
- Billy Sherwood, voce, basso
- Gary Green, chitarra
- Tony Kaye, tastiera
- Jay Schellen, batteria

### Altri membri
- Chris Squire, voce, basso
- Peter Banks, chitarra
- Alan White, batteria